# Marek Zakrzewski
Marek Zakrzewski (ur. 18 grudnia 2005) – polski lekkoatleta specjalizujący się w biegach sprinterskich. Mistrz Europy juniorów młodszych w biegu na 100 metrów (2022). Mistrz Europy juniorów do lat 20 na 100 i 200 metrów (2023).
W 2023 r. podczas gali Orlen Złote Kolce został wybrany odkryciem 2023 roku w polskiej lekkiej atletyce.

## Osiągnięcia
Opracowano na podstawie:
| Rok  | Impreza                               | Miejsce    | Konkurencja                      | Pozycja    | Wynik |
| ---- | ------------------------------------- | ---------- | -------------------------------- | ---------- | ----- |
| 2022 | Mistrzostwa Europy juniorów młodszych | Jerozolima | bieg na 100 metrów               | 1. miejsce | 10,32 |
| 2023 | Mistrzostwa Europy juniorów           | Jerozolima | bieg na 100 metrów               | 1. miejsce | 10,25 |
| 2023 | Mistrzostwa Europy juniorów           | Jerozolima | bieg na 200 metrów               | 1. miejsce | 20,63 |
| 2024 | World Athletics Relays                | Nassau     | sztafeta 4 × 100 metrów          | repasaże   | 38,86 |
| 2024 | Mistrzostwa Europy                    | Rzym       | bieg na 100 metrów               | eliminacje | 10,36 |
| 2024 | Mistrzostwa Europy                    | Rzym       | sztafeta 4 × 100 metrów          | –          | DNF   |
| 2025 | World Athletics Relays                | Kanton     | sztafeta mieszana 4 × 100 metrów | eliminacje | DNF   |

## Rekordy życiowe
| Konkurencja        | Rezultat     | Data                          | Miejsce           | Uwagi                                      |
| ------------------ | ------------ | ----------------------------- | ----------------- | ------------------------------------------ |
| Bieg na 60 metrów  | 7,56         | 17 czerwca 2018               | Łódź              |                                            |
| Bieg na 100 metrów | 10,25 10,16w | 6 sierpnia 2023 18 lipca 2023 | Jerozolima Lublin |                                            |
| Bieg na 200 metrów | 20,50        | 28 czerwca 2024               | Bydgoszcz         | 8. wynik w historii polskiej lekkoatletyki |

| Konkurencja        | Rezultat | Data             | Miejsce    | Uwagi |
| ------------------ | -------- | ---------------- | ---------- | ----- |
| Bieg na 60 metrów  | 6,61     | 10 lutego 2024   | Wrocław    |       |
| Bieg na 200 metrów | 20,80    | 21 stycznia 2024 | Luksemburg |       |